# Petr Dlask

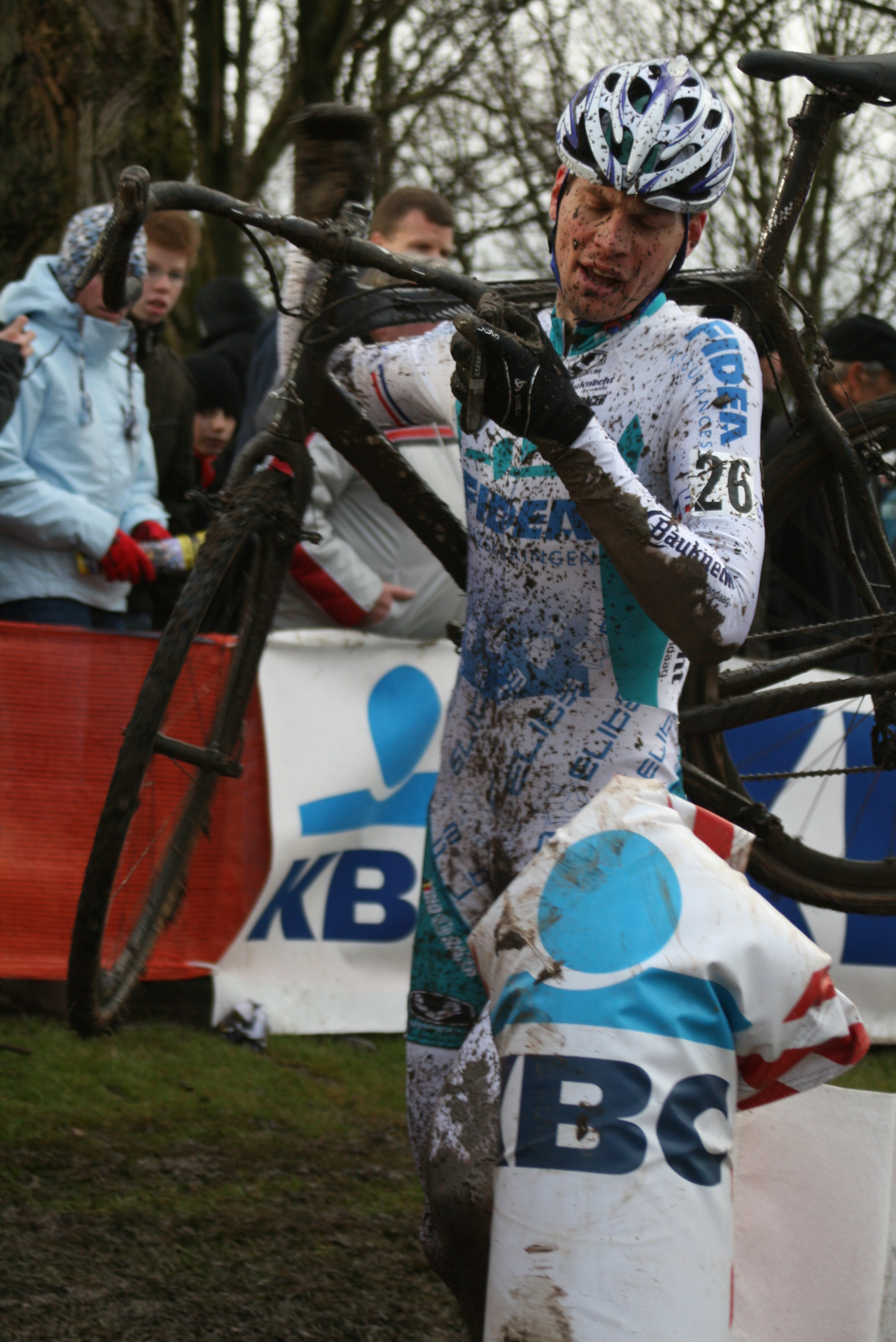
Petr Dlask

Petr Dlask (20 oktober 1976) is een Tsjechisch veldrijder, die sinds augustus 2006 onder contract staat bij Fidea Cycling Team. Voordien reed hij al twee jaar met een persoonlijke sponsor rond in het veldritcircuit. 
In 2000, 2001, 2003, 2005, 2006 en 2007 was hij Tsjechisch kampioen veldrijden.
Op 20 januari 2013 won hij de A2-cyclocross in Leudelange. 

## Ereplaatsen
2000-2001
- 2e Wereldkampioenschap Veldrijden//Tabor
- 2e Wereldbeker Zolder
- 2e Wereldbeker Zeddam
- 3e Wereldbeker Leudelange
- 3e Wereldbeker Pontchateau
- 5e Radquer Safenwil
- 7e Wereldbeker Tabor
- 7e SP Gieten

2002-2003
- 4e Wereldbeker Hoogerheide
- 7e Wereldbeker Wetzikon
- 7e SP Diegem
- 8e SP Asper-Gavere
- 9e Cyclocross Tabor
- 9e Wereldbeker Lievin
- 9e GVA Lille
- 10e SP Hoogstraten

## Ploegen
- 2000: Author
- 2001: Author
- 2002: Author
- 2003: Author
- 2004: Author
- 2006: Fidea Cycling Team
- 2007: Fidea Cycling Team
- 2008: Fidea Cycling Team
- 2009: Fidea Cycling Team
- 2010: Telent-Fidea Cycling Team